# Movimento de resistência anticomunista romeno
O movimento de resistência anticomunista romeno esteve ativo desde o final da década de 1940 até meados da década de 1950, com combatentes individuais isolados permanecendo em liberdade até o início da década de 1960. A resistência armada foi a primeira e mais estruturada forma de resistência contra o regime comunista, que por sua vez considerava os combatentes como “bandidos”. Somente com a derrubada de Nicolae Ceaușescu no final de 1989 é que os detalhes sobre o que foi chamado de "resistência armada anticomunista" foram tornados públicos. Foi só então que o público tomou conhecimento de vários pequenos grupos armados, que por vezes se autodenominavam "haiduques", que se refugiaram nas montanhas dos Cárpatos, onde alguns se esconderam das autoridades durante dez anos. O último guerrilheiro foi eliminado nas montanhas do Banato em 1962. A resistência romena foi um dos movimentos armados mais duradouros no Bloco Oriental. 
Alguns académicos argumentam que a extensão e a influência do movimento são muitas vezes exageradas nos meios de comunicação romenos pós-comunistas, nas memórias dos sobreviventes e até na historiografia, enquanto a ideologia autoritária, antissemita e/ou xenófoba de parte dos grupos é geralmente negligenciado ou minimizado.  Outros, geralmente associações cívicas e antigos dissidentes, argumentam que se as circunstâncias externas tivessem sido diferentes, e se as potências ocidentais não tivessem permitido que a União Soviética incorporasse a Romênia e outros países da Europa Oriental na sua esfera de dominação, a resistência armada anticomunista poderia ter liderou uma guerra de libertação nacional bem sucedida.   Outros ainda, principalmente antigos funcionários, antigos membros da polícia secreta da Securitate, bem como simpatizantes do regime comunista, rotulam estes grupos clandestinos como elementos fascistas, criminosos ou anti-nacionais subordinados a interesses ocidentais estrangeiros que procuram desestabilizar o país.  Alguns ex-combatentes da resistência (como Ion Gavrilă Ogoranu, Gavrilă Vatamaniuc e Lucreția Jurj) reconheceram depois de 1989 que nunca representaram uma ameaça real ao regime comunista e que o seu papel era bastante limitado na manutenção de um clima anticomunista no seu país no caso de uma intervenção americana. 

## Antecedentes

### Resistência inicial
Em março de 1944, o Exército Vermelho pisou na Bucovina, avançando para a Romênia, na época aliada da Alemanha Nazista. Centenas de pessoas foram para as florestas formando grupos guerrilheiros anti-soviéticos de 15 a 20 pessoas.  Um batalhão foi criado e treinado pela Wehrmacht para combater o NKVD;  composta exclusivamente por voluntários locais, que chegava a 1.378 combatentes. Em agosto de 1944, a maioria foi capturada pelo NKVD, que os considerou "criminosos de guerra políticos", e os deportou para campos de trabalhos forçados na Sibéria; os guerrilheiros sobreviventes foram mortos ou capturados em março de 1945.  O estudioso Andrei Miroiu observa que pelo menos parte dos guerrilheiros pode ter sido na verdade tropas alemãs presas atrás das linhas inimigas. Já em 12 de setembro de 1944, as autoridades romenas cooperaram ativamente com o NKVD na captura dos guerrilheiros, entregando-os ao Exército Soviético. 
Após o armistício dos Aliados com a Romênia (11-12 de Setembro de 1944), o Exército Vermelho teve liberdade de ação na Romênia e o governo romeno não tinha autoridade sobre a Bucovina do Norte. No final de 1944 e início de 1945, alguns pequenos grupos armados foram formados na Roménia, com a missão de perseguir o Exército Vermelho numa futura guerra entre os soviéticos e o Ocidente.  Após a guerra, a maioria destes grupos dissolveu-se, enquanto outros permaneceram nas montanhas até 1948, quando se tornaram ativos. Em maio de 1946, o General Aurel Aldea, ex-Ministro do Interior do primeiro gabinete Sănătescu, foi preso e acusado de "reunir várias organizações subversivas sob o seu comando". Parece, no entanto, que o "Movimento de Resistência Nacional", que ele coordenou, representava pouca ameaça, ou nenhuma, ao estabelecimento do regime comunista.

### Manifestações anticomunistas em Bucareste
Em 8 de novembro de 1945, ocorreu em Bucareste a última manifestação anticomunista em grande escala; dezenas de milhares de pessoas, a maioria delas membros e apoiantes dos partidos da oposição, reuniram-se em frente ao Palácio Real para mostrar o seu apoio ao rei Miguel I da Romênia e protestar contra o governo dominado pelos comunistas de Petru Groza. Depois que os comunistas também enviaram trabalhadores armados, a violência eclodiu entre os dois grupos; os soldados romenos do exército soviético dispararam tiros de advertência e, por fim, a multidão se dispersou. Durante o evento, 11 pessoas morreram e dezenas ficaram feridas, no entanto, os atiradores não foram identificados, com o governo e a oposição acusando-se mutuamente. Documentos posteriores indicaram que o comunista Gheorghe Pintilie estava entre os que dispararam.   Após as eleições de 1946, uma coalescência de forças anticomunistas levou a uma estrutura que reunia generais, oficiais superiores e políticos que preparavam e coordenavam grupos armados sob um único comando.  A estrutura central de coordenação dentro da Roménia reportou esta iniciativa ao Comité Nacional Romeno residente em Paris, que por sua vez informou os governos ocidentais. O projecto acabou por ser interceptado pelas autoridades romenas, que posteriormente realizaram detenções em massa na Primavera de 1948, abrangendo até 80% dos implicados no movimento. Assim, a resistência nacional coordenada foi decapitada.

## Início do movimento de resistência armada

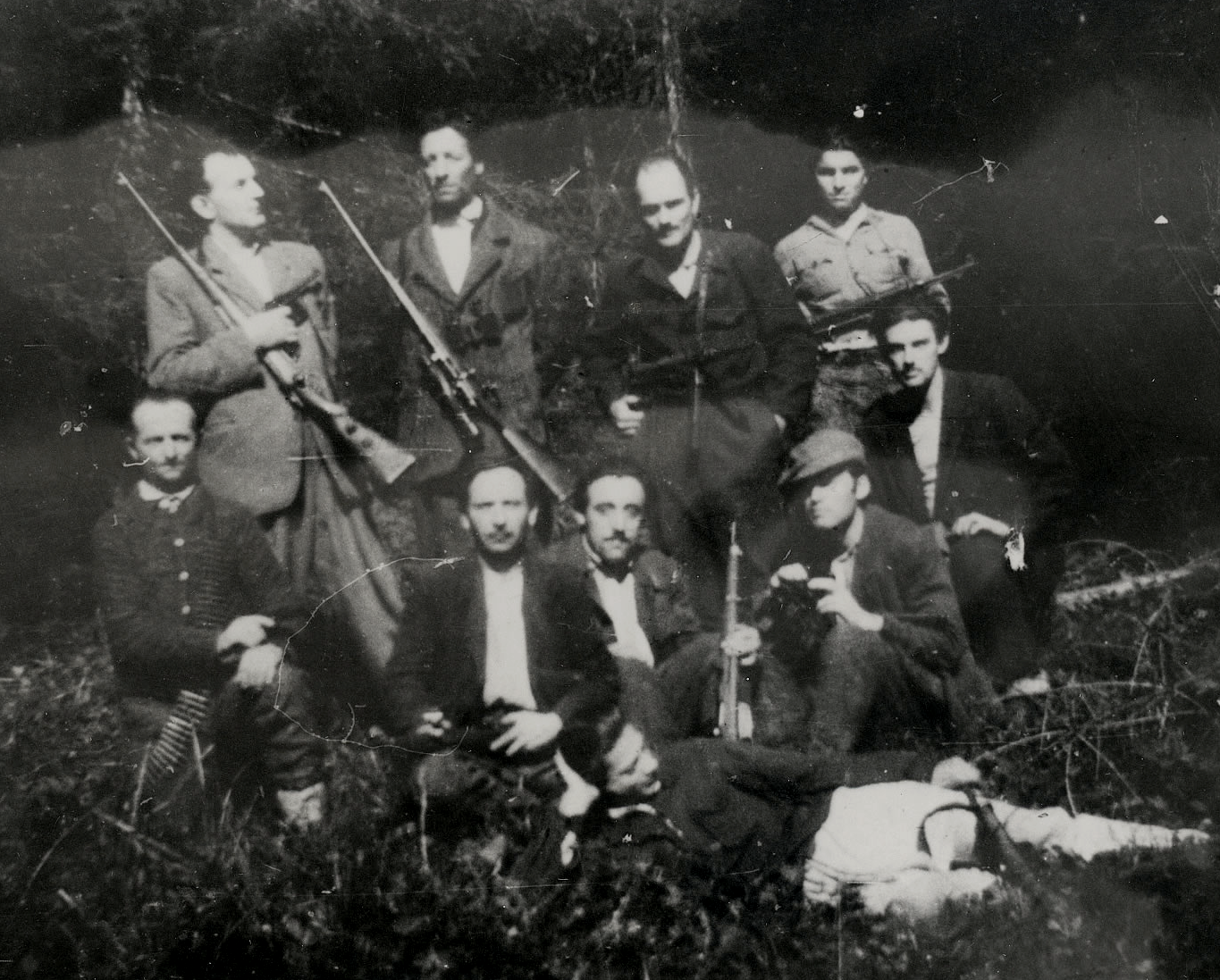
Gărzile lui Decebal, um grupo de resistência anticomunista formado por membros e simpatizantes da Guarda de Ferro perto de Vatra Dornei. Fotografia tirada em setembro de 1949 por um membro desconhecido do Gărzile e preservada pela Securitate

No entanto, a partir do Verão de 1948, indivíduos ou pequenos grupos passaram à clandestinidade nos Cárpatos, formando várias unidades de resistência armada num movimento relativamente grande, reunindo vários milhares de pessoas. Os rebeldes vieram de todas as camadas sociais e de todas as áreas do país, espalhando-se por todos os lugares onde o terreno pudesse protegê-los. O movimento estava relacionado com a onda de detenções em massa que atingiu o país após a tomada do poder pelos comunistas em 30 de Dezembro de 1947, bem como com as medidas políticas e económicas que arruinaram uma parte considerável do campesinato e da classe média. 
 

Houve vários motivos para as pessoas procurarem abrigo nas montanhas. Embora alguns tenham passado à clandestinidade para escapar à detenção iminente, de um modo mais geral as pessoas fugiram porque abandonaram a esperança de sobreviver depois de terem sido economicamente arruinadas e arriscarem a detenção ou algo pior. Significativamente, famílias inteiras fugiram no final de 1948 e no início de 1949. Assim, o funcionário consular britânico em Cluj, reportando em 1 de Maio de 1949 sobre a situação dos partidários sob a liderança do General Corneliu Dragalina observou que:
O vestuário e os medicamentos são escassos e isto é provavelmente verdade, uma vez que o seu número aumentou numa proporção considerável de mulheres e crianças desde a expropriação de terras em 1 de Março. Foi-me dado um número tão elevado como 20.000 como o número de pessoas que aderiram desde a expropriação (...) O aumento do número de mulheres e crianças criará problemas de sobrevivência no próximo Inverno (...) Disseram-me agora e novamente de camiões com abastecimentos militares a passarem para os guerrilheiros, por vezes por captura e por vezes por deserção, mas não posso dizer até que ponto..."

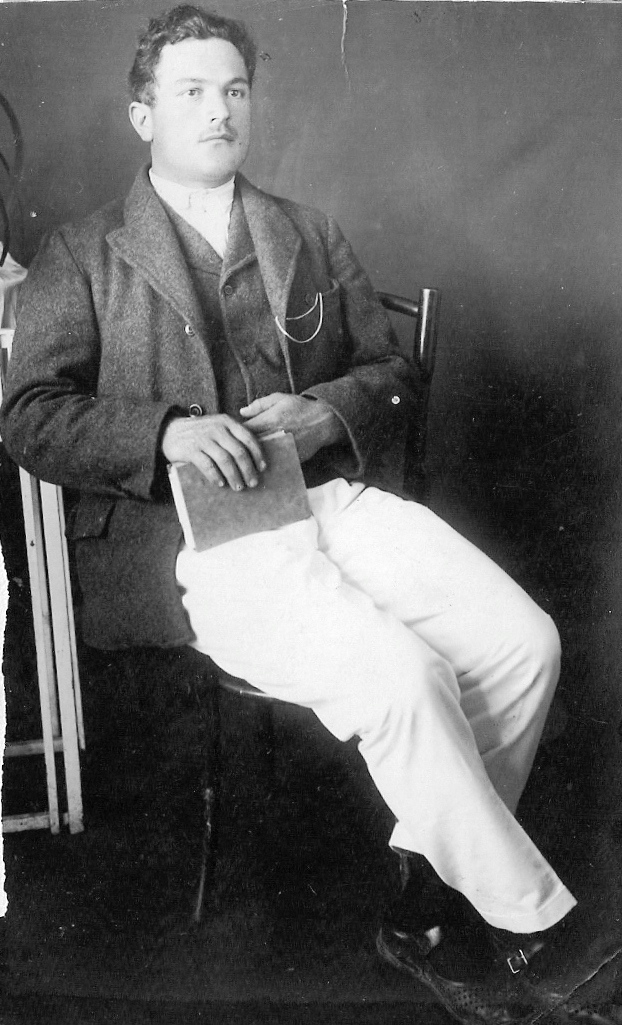
Teodor Șușman - resistente anticomunista das montanhas Apuseni

Os membros da resistência armada não se identificaram como "partisans", mas sim como hajduks.  Uma outra componente importante da resistência armada consistia em indivíduos e grupos motivados por convicções anticomunistas e persuadidos de que só um combate armado poderia conter o terror crescente e impedir uma tomada comunista irrevogável. Alguns dos grupos de resistência eram liderados por ex-oficiais do exército e actuavam de forma mais coordenada e planeada. Parece que depositaram a sua esperança em fomentar uma insurreição armada mais geral, que nunca chegou a concretizar-se. Uma categoria menor de insurgentes eram os refugiados romenos recrutados na Europa pelo Gabinete de Coordenação Política (OPC), treinados em França, Itália e Grécia e depois deixados nos Cárpatos. Parece, no entanto, que a maioria deles, não sendo capazes de criar contactos locais imperativos para a sobrevivência, foram rapidamente capturados. 

### Cooperação rebelde com a CIA
Os rebeldes tinham ligações com a Agência Central de Inteligência (CIA), que conduziu missões de pára-quedas na Roménia nos primeiros anos do pós-guerra. No início de 1949, a CIA, através do seu Gabinete de Coordenação Política (OPC), começou a recrutar romenos deslocados da Alemanha Ocidental, Áustria e Iugoslávia. Gordon Mason, chefe da estação da CIA em Bucareste de 1949 a 1951, disse que o contrabando de armas, munições, transmissores de rádio e medicamentos foi organizado. Os agentes contrabandeados para a Roménia pela CIA destinavam-se a ajudar a organizar a sabotagem de fábricas e redes de transportes. Entre os voluntários romenos recrutados pela CIA no início de 1951 estavam Constantin Săplăcan, Wilhelm Spindler, Gheorghe Bârsan, Matias Bohm e Ilie Puiu. Foram os primeiros a saltar de paraquedas, na noite de 18 para 19 de outubro de 1951, nas montanhas Făgăraș, mas logo foram capturados pela Securitate e executados (exceto Bârsan, que cometeu suicídio enquanto estava sob custódia).   A Securitate descobriu que estes homens tinham sido recrutados em Itália por um antigo piloto romeno. Depois disso, o governo romeno enviou uma nota aos Estados Unidos protestando contra a interferência nos assuntos internos do país e afirmando que os agentes da CIA capturados tinham sido "enviados para realizar atos de terrorismo e espionagem contra o exército romeno". 
Mais tarde, uma equipe de dois homens foi lançada de paraquedas na Romênia pela CIA em 2 de outubro de 1952, perto de Târgu Cărbunești, em Oltenia. Três agentes treinados pelos americanos foram enviados em junho de 1953 para as montanhas Apuseni; foram posteriormente capturados, mas não executados, pois as autoridades romenas pretendiam usá-los como agentes duplos. Na região de Oradea-Satu Mare, três agentes lançados de avião foram mortos, um deles num tiroteio e outros dois executados posteriormente. 

## Grupos de resistência

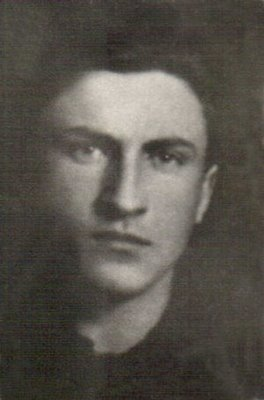
Ion Gavrilă Ogoranu, líder do movimento dasMontanhas Făgăraș

### Ion Gavrilă Ogoranu
Ion Gavrilă Ogoranu, membro da ala jovem da Guarda de Ferro que liderou um grupo de resistência nas montanhas Făgăraș de 1948 a 1956, e permaneceu sem ser detectado até 1976, elaborou um conjunto de traços definidores do típico grupo de resistência romeno.  Segundo este autor, tal grupo era bastante pequeno, mas podia chegar a 200 homens, localizado numa área montanhosa/florestal que abrangia algumas comunidades. Ogoranu afirmou ainda que tais grupos eram apoiados por um número significativo de habitantes (até vários milhares), que forneciam abrigo, alimentação e informação.

### Grupo de resistência de Leon Șușman
Na região das montanhas Apuseni, na Transilvânia, o grupo mais ativo era liderado por Leon Șușman, um ex-membro da Guarda de Ferro que havia sido condenado por sua participação na rebelião dos Legionários e no pogrom de Bucareste. O grupo se escondeu principalmente na floresta e adquiriu parte de seu armamento de um bando da Guarda de Ferro que os alemães lançaram de pára-quedas na área em 1944-45. A suspeita dentro do grupo era alta e um dos membros foi baleado em 1954 por seus companheiros. Para eliminar este grupo de resistência, a Securitate utilizou informantes contra eles e interceptou a correspondência de familiares. O grupo foi eliminado após um ataque das tropas da Securitate, ambos os lados sofrendo baixas durante a batalha.  Um grupo armado chamado "Frente de Defesa Nacional-Corpo Haiduc" era liderado por um ex-oficial do Exército Real que participou da guerra contra a União Soviética na Frente Oriental, Major Nicolae Dabija. Resistentes deste grupo roubaram a Repartição de Finanças em Teiuș, armados com rifle e revólveres. A Securitate soube da localização deste grupo depois que um resistente preso revelou sua localização em  Muntele Mare e sobre sua força. A Securitate decidiu atacar os rebeldes na manhã de 4 de março de 1949; As forças da segurança lideradas pelo coronel Mihai Patriciu atacaram o pico onde os rebeldes estavam localizados, ocorrendo um tiroteio e posteriormente um combate corpo a corpo. A Securitate sofreu três mortes e outros três feridos, possivelmente também devido a fogo amigo. Sete ou onze guerrilheiros morreram na batalha e outros doze foram capturados. Dabija escapou junto com outras duas pessoas; no entanto, ele foi preso em 22 de março de 1949, depois que um morador local, em cujo celeiro ele dormia, notificou as autoridades de sua presença. Em 28 de outubro de 1949, sete membros do grupo, incluindo o major Nicolae Dabija, foram executados em Sibiu. 

### Infiltração do movimento de resistência

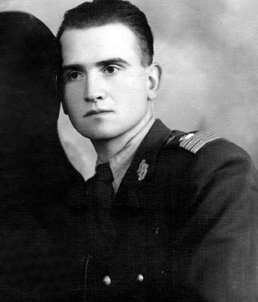
Tenente Toma Arnăuțoiu, líder do "Haiducii Muscelului", um dos grupos mais longevos

Os grupos de resistência foram alvo de ações militares sistemáticas e duradouras por parte de tropas regulares totalmente armadas da Securitate. A força das tropas da Securitate pode variar de pelotão para batalhão e até regimento, incluindo veículos blindados, artilharia e, ocasionalmente, até aviação. Os grupos insurgentes sofreram perdas que consistem em mortos e feridos capturados pela Securitate. Também foram vítimas de traição por parte de apoiantes ou de pessoas infiltradas, o que levou a perdas e capturas. Gavrilă-Ogoranu afirma que alguns dos rebeldes detidos e os seus apoiantes foram mortos durante interrogatórios, enquanto outros membros de grupos de resistência foram indiciados em julgamentos públicos ou secretos e condenados à morte ou prisão. Ele estima que vários milhares de condenações foram impostas. A  pena capital foi aplicada – secretamente, com corpos jogados em valas comuns desconhecidas, ou publicamente, a fim de intimidar a população local. Um número significativo de rebeldes detidos, que não tinham sido condenados à morte, foram mortos fora das prisões, em circunstâncias inexplicáveis. Nas áreas onde os rebeldes estavam activos, a população sofreu intimidação e terror sistemáticos por parte das autoridades estatais. 

## Estrutura e função

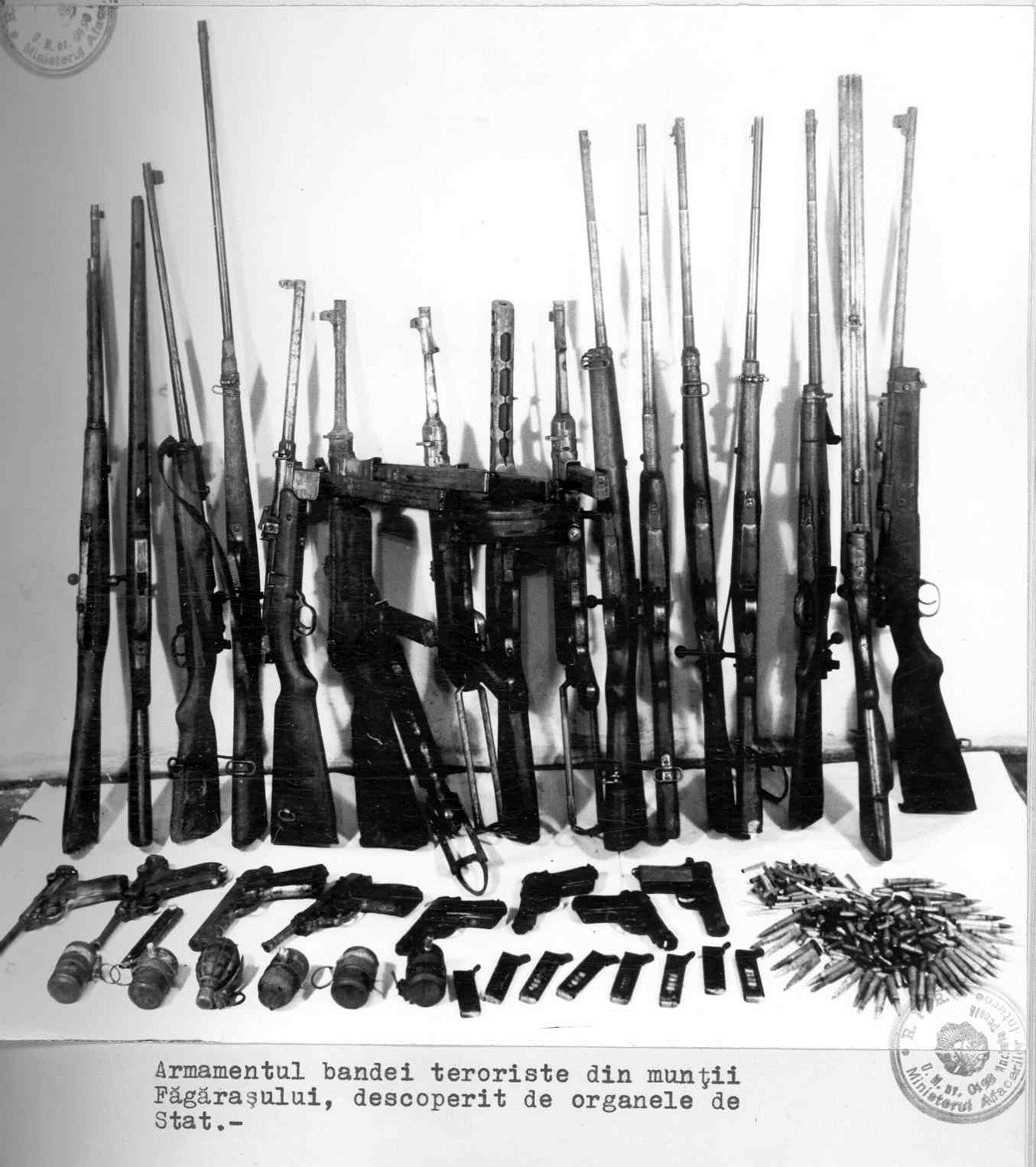
Armas e munições do grupo de resistência anticomunista "Grupul Carpatin Făgărășan" apreendidas pela Securitate por volta de 1952

A dispersão, a extensão e a duração da resistência tornaram a investigação posterior a 1990 mais difícil na determinação de informações estruturais sobre o movimento. Avaliando os arquivos da Securitate, o CNSAS (Conselho Nacional para o Estudo dos Arquivos da Securitate) avaliou um número provisório de 1.196 grupos de resistência atuando entre 1948 e 1960.  O tamanho dos grupos variava de pequenos agrupamentos de menos de 10 membros a grupos de tamanho intermediário contando com cerca de 40 combatentes até destacamentos maiores de mais de 100 homens, com a maior densidade de distribuição situada em torno de uma força de 15 – 20 homens.   De acordo com estes pressupostos, o número total de combatentes da resistência activa não pode cair abaixo de 10.000 rebeldes, com um número estimado de pelo menos 40 – 50.000 civis apoiando.  O número de vítimas mortas do lado dos insurgentes poderia ser estabelecido de acordo com dados de arquivo e várias memórias publicadas depois de 1990. Os arquivos revelaram várias centenas de penas de morte, mas um número muito maior de resistentes foi morto, quer em combate, quer durante diferentes fases de detenção.  Um número estimado pode chegar a 2.000 vidas perdidas.
A estrutura social dos grupos insurgentes era heterogénea, compreendendo uma parte considerável de camponeses, muitos estudantes e intelectuais, bem como vários oficiais do exército.  Um relatório da Securitate de 1951 contendo informações sobre 804 membros da resistência presos classificados entre 17 "bandas de montanha" revela o seguinte: 63% das pessoas que participaram na insurgência anticomunista não tinham filiação política. 37% das pessoas que participaram da insurgência tinham filiação política: 11% Partido Nacional dos Camponeses, 10% Frente dos Lavradores, 9% Guarda de Ferro, 5% Partido Comunista, 2% Partido Liberal Nacional. 

## Repressão

Monumento à Resistência Anticomunista, Cluj-Napoca

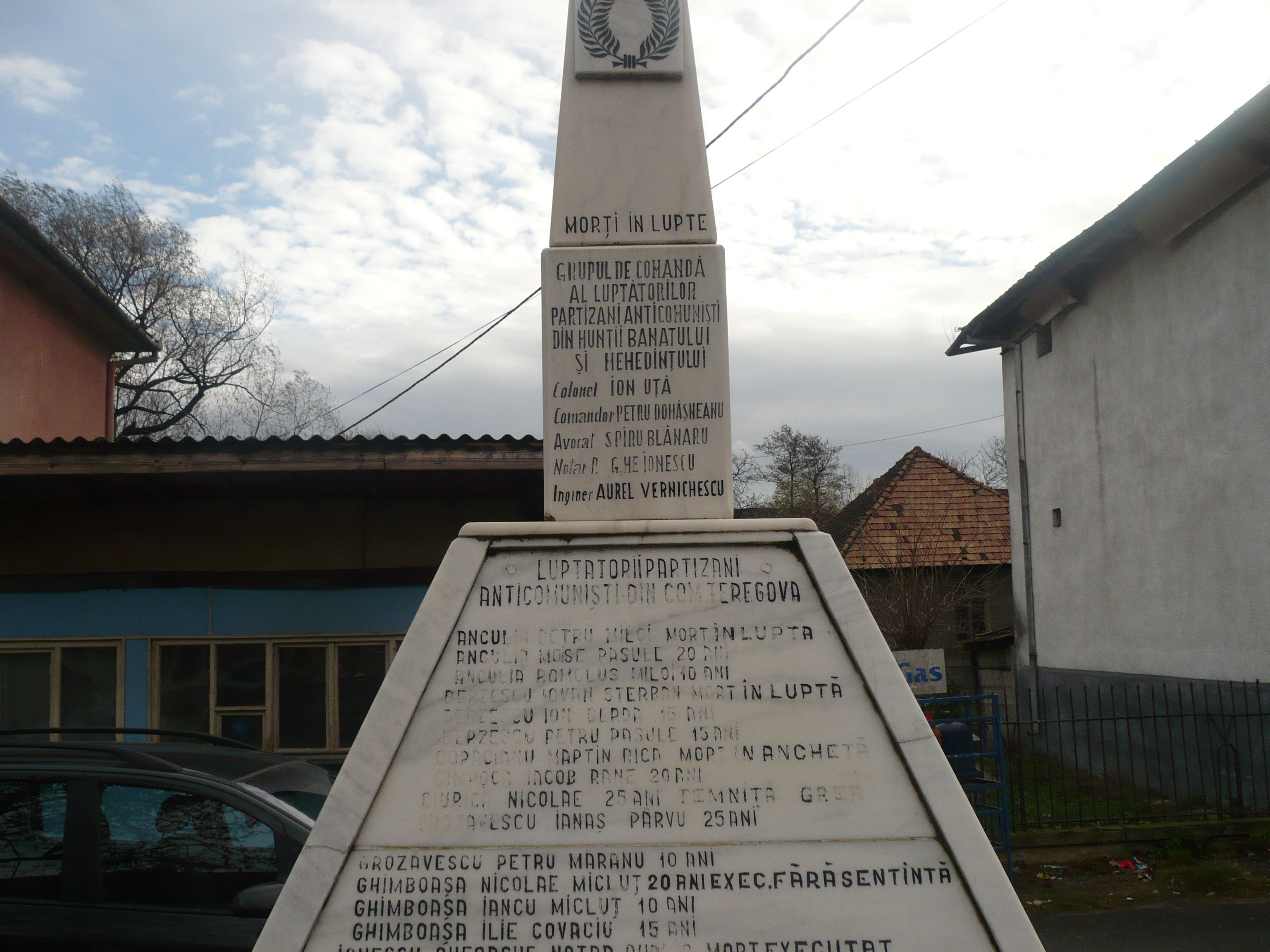
Memorial em Teregova em homenagem aos partidários anticomunistas nas montanhas do Banato e nas montanhas de Mehedinți

Adriana Georgescu Cosmovici foi uma das primeiras pessoas a ser presa por pertencer ao movimento de resistência. Em julho de 1945, a mulher de 28 anos foi presa em Bucareste, e espancada severamente pelos investigadores da polícia secreta.  Numa declaração feita em Paris em 1949, ela citou três investigadores como tendo-a ameaçado com armas, sendo um deles Alexandru Nicolschi.  De acordo com um artigo de 1992 para Cuvântul, Nicolschi ordenou em julho de 1949 o assassinato de sete prisioneiros (supostamente líderes de um movimento de resistência anticomunista) em trânsito da prisão de Gherla. 
Elisabeta Rizea e seu marido, dois camponeses que se opunham à política governamental de coletivização forçada, juntaram-se ao grupo guerrilheiro "Haiducii Muscelului" liderado pelo Coronel Gheorghe Arsenescu, fornecendo alimentos e suprimentos. Pega em 1952, cumpriu 12 anos de prisão, período durante o qual foi submetida a torturas.  O historiador Radu Ciuceanu juntou-se ao "Movimento de Resistência Nacional" em 1946; centrado em Craiova, o grupo de resistência foi liderado pelo general Ioan Carlaonț e pelos coronéis Gheorghe Cărăușu e Ștefan Hălălău. Preso em 1948 e mantido na prisão até 1963, Ciuceanu foi submetido a um programa de reeducação que envolveu espancamentos severos e duras condições de detenção. 
No final da década de 1950, o movimento de resistência estava em desgaste. As operações de contrainsurgência romenas destruíram quase completamente a insurgência de guerrilha. 
Em 18 de julho de 1958, Vasile Motrescu foi executado em Botoșani. Em 1959, 80 pessoas lideradas por Vasile Blănaru foram julgadas por "insurreição armada" na área de Câmpulung Muscel. 
No início da década de 1960, a maioria dos guerrilheiros anticomunistas na Roménia foram mortos ou presos. Todos os líderes rebeldes influentes ou populares foram executados ou capturados. Houve alguns guerrilheiros isolados, mas ou desistiram de lutar, esconderam-se ou foram simplesmente executados após serem capturados pela Securitate. 
As Forças de Segurança Romenas conseguiram derrotar as forças rebeldes devido à coordenação entre a Securitate e as forças da milícia, bem como à penetração dos grupos insurgentes com o uso de informadores, recolha de informações e persuasão.  A perseguição implacável das autoridades aos resistentes, bem como a ordem de silêncio sobre a existência da resistência mostram quão preocupado o regime estava, que o símbolo da insubordinação política pudesse tornar-se contagioso. 

## Legado

Monumento à resistência anticomunista em frente à Casa da Imprensa Livre, Bucareste

Em 2016, um monumento dedicado à resistência anticomunista na Roménia e na Bessarábia foi inaugurado em frente à Casa da Imprensa Livre, em Bucareste, perto do local onde esteve uma estátua de Vladimir Lenin entre 1960 e 1990. A escultura, que tem 20m de altura e pesa 100 toneladas, é chamado de "Asas" (Aripi); foi feito pelo escultor Mihai Buculei, cujo pai era preso político na Prisão de Aiud. 
O Monumento à Resistência Anticomunista em Cluj-Napoca foi inaugurado em 2006 e é obra do arquiteto Virgil Salvanu. É um cubo de concreto revestido de mármore branco; nas laterais, em placas de mármore preto, estão os nomes das prisões onde foram encarcerados membros da resistência anticomunista. Há também um memorial em Teregova em homenagem aos partidários anticomunistas nas montanhas do Banato e de Mehedinți. 
O Memorial das Vítimas do Comunismo e da Resistência em Sighetu Marmației abriga o Museu Memorial Sighet, homenageando os presos políticos que foram detidos na Prisão de Sighet, muitos dos quais morreram lá. 